# USS Juneau (CL-52)
Pour les autres navires du même nom, voir USS Juneau.
L’USS Juneau (CL-52) est un croiseur léger américain de la classe Atlanta.
Il est nommé d'après la ville de Juneau en Alaska.

## Histoire
Le 13 novembre 1942, lors de la bataille navale de Guadalcanal, le croiseur est attaqué par une trentaine d’avions japonais, et parvient à abattre six bombardiers ennemis. Il est touché à deux reprises par des torpilles, la première fois pendant la bataille, par le destroyer japonais Amatsukaze, puis lors du voyage de retour, par le sous-marin japonais I-26. Le navire est alors coupé en deux par l’explosion et sombre en moins de trente secondes. 687 marins trouveront la mort. Parmi eux les frères Sullivan, cinq membres d'une même fratrie américaine sur lequel ils servaient.

## Épave
L'épave du Juneau est retrouvée par 4 200 mètres de fond le 17 mars 2018 au large des îles Salomon par le navire de recherche RV Petrel de Paul Allen.

## Galerie

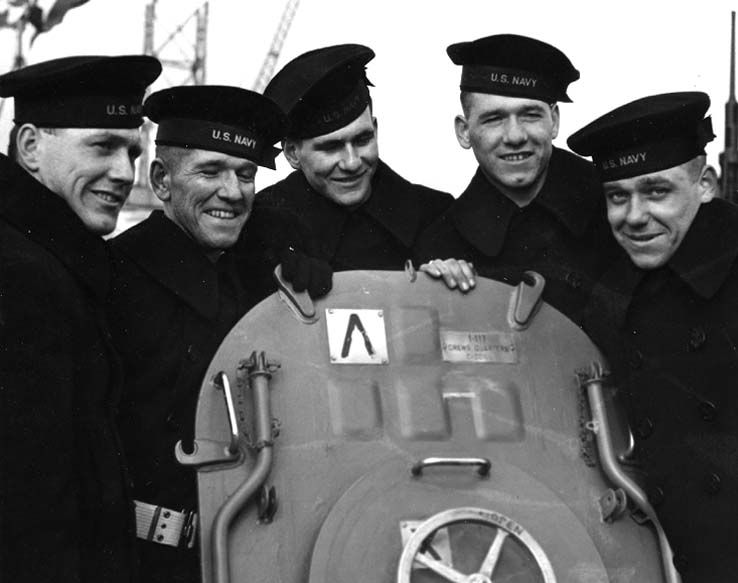
Les cinq frères Sullivan à bord du USS Juneau. De gauche à droite : Joseph, Francis, Albert, Madison et George Sullivan.
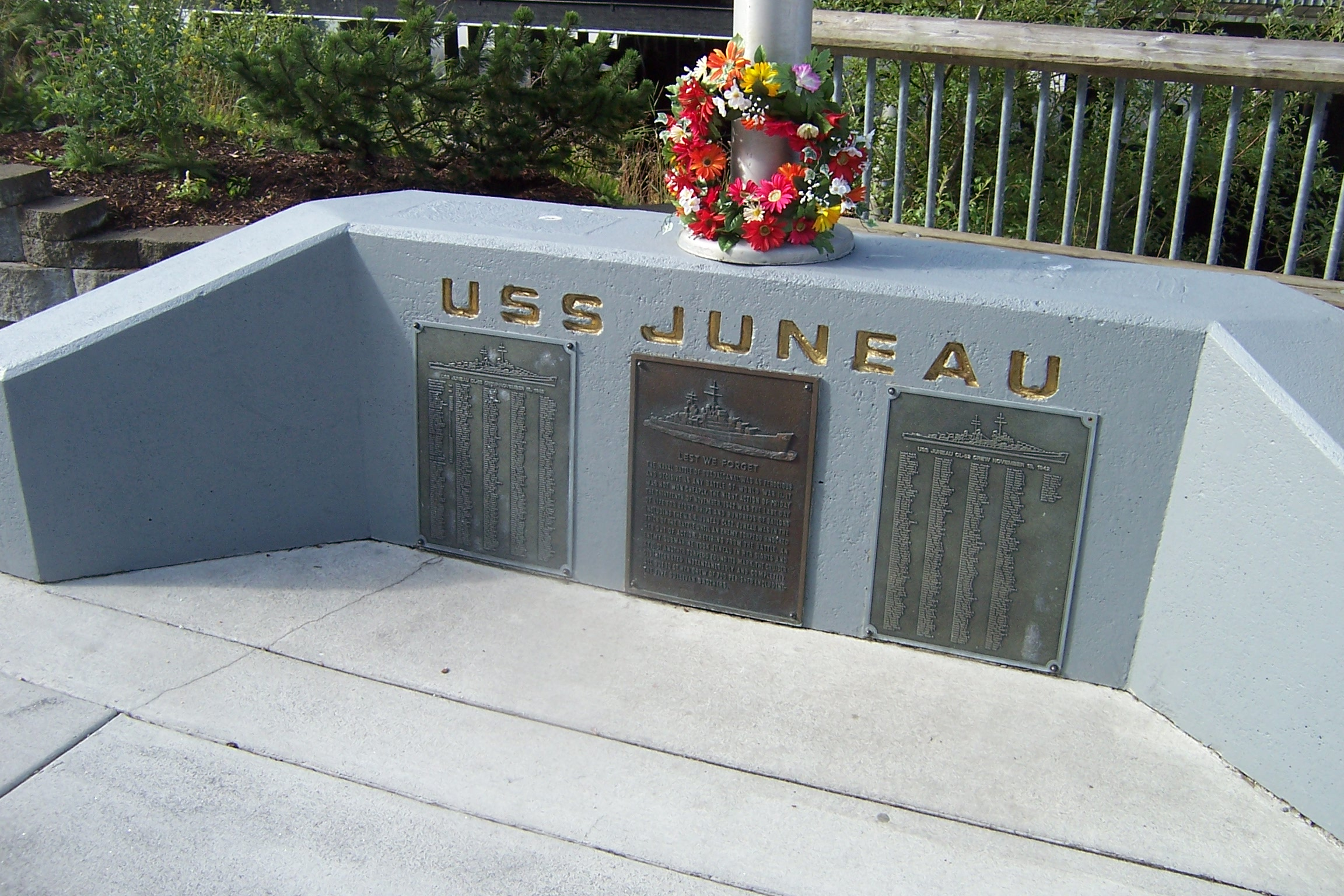
Mémorial à Juneau.